# Жирослав (галицкий боярин)
Жиросла́в — галицкий боярин, известный в основном тем, что возглавлял оппозицию против князя Мстислава Удалого.

## Оппозиционер
В летописях Жирослав впервые упоминается в 1219 году — уже тогда он занимался интригами, в результате которых князя Мстислава Мстиславича Удалого выгнали из Галича. Последующие упоминания относятся к 1226 году. В первом из них говорится, что он подговаривал галицких бояр не верить князю Мстиславу, уверяя, что тот хочет предать их половецкому хану Котяну «на избитье». В результате наговора Жирослава на Мстислава галицкие бояре уехали в Перемышльскую землю, но князь Мстислав послал своего духовника Тимофея, чтобы он уговорил их вернуться. Бояре поверили Тимофею и вернулись в Галич, а Жирослав был изгнан, после чего пошёл к князю Изяславу. Во втором упоминании говорится, что в том же году Жирослав вместе с князем Изяславом ушёл в Венгрию.

## Характеристика летописца
Летописец, явно бывший сторонником князя Мстислава, недружелюбно относился к Жирославу. В одном месте он клянёт его на чём свет стоит, приводя слова из Библии, в другом характеризует как лукавого льстеца и лжеца.